# Serifos, Dimos Serifos
Serifos är en kommunhuvudort i Grekland.   Den ligger i prefekturen Kykladerna och regionen Sydegeiska öarna, i den sydöstra delen av landet, 120 km sydost om huvudstaden Aten. Serifos ligger 306 meter över havet och antalet invånare är 364. Den ligger på ön Nísos Sérifos.
Terrängen runt Serifos är kuperad åt nordväst, men åt sydost är den platt. Havet är nära Serifos åt sydost.  Närmaste större samhälle är Livádion, 1,2 km sydost om Serifos. 